# Gyékényszövés
A gyékényszövés hagyományos magyar – évszázadokra visszatekintő – kenyérkereső foglalkozás, melyet a 16. század közepétől űznek Magyarország szerte, pl.: Sarród, Tápé, illetve külföldön: Amára (Irak), Harasztkerék (Székelyföld).

## A gyékény levágása, hazaszállítása
A jobbágyidőket követően a gyékény szabad kitermelése megszűnt, és a módos parasztcsaládok, vagy másképpen a pézösebb emberök kezébe került. „Régebben 10–20 tehetősebb tápai parasztember is összetársult egy-egy nagyobb gyékényesrét megvételére. […] Vagy átajjában, vagyis kerekbérben egyeztek a tulajdonossal, vagy kéveszámra fizettek. Volt olyan egyezség is, hogy felibű vágták, és a termés másik felét pénzzel váltották ki a birtokostól.”
„ […] ahol éppen szödték a gyékényt, mert a tápai embör a gyékényt nem aratja, hanem szödi vagy vágja.”
A gyékény levágását ma is szödésnek hívják Tápé környékén.
„[…] Az alkalmas hely kiszemelése úgy történik, hogy egyikük a gyékényes rét szélén felmászik egy fára, a másik belemegy a vízbe a gyékényt megtekinteni. Közben levág egy csomó gyékényt, azt botra vagy rúdra köti, és feltartja a feje fölé, hogy a másik lássa és kiáltással irányítani tudja. Ezt a csomót nevezik gyékényzászlónak. A levágott zöld gyékényből visznek haza mutatóba is.”
„Az ëgy karra dolgozó szödők megválasztják a bandagazdát, aki rendesen idősebb, tapasztalt gyékényszödő. […] A vágást akkor lehet kezdeni, amikor bodorodik a farka: ilyenkor érett a gyékény. […] Szövésre a keskeny levelű gyékény (Typha angustifolia) alkalmas. A gyékényszár legalsó töverésze a böngyöle, ínséges időkben régen ebből kenyeret sütöttek. Ezen felül van a gyékény szára, amely barnásszínű, egymáshoz tapadó rétegekből áll — ez a gyékény nyíjja.”
„[…] Hiába simogatott a nap, ahogy a parton állva figyeltem a gyékényaratókat, bizony vacogtam. Azt mondták, 14 fokos a víz. Ők meg vékony, vásott ruhában reggel hétkor bele ebbe a hideg vízbe. A gyékényszedők nem vízhatlan ruhában dolgoznak, ilyen nincs nekik. Az öltözékük mindenhol ugyanaz.”
Korabeli gyékényszedők felszereléseinek megnevezése: darunyak, rángatós kasza vagy csöttögtető, kancabocskor.
„A szödés úgy történik, hogy a gyékényszödő marokra fog több szál gyékényt – ha vastagabb a gyékény, 3–4 szálat, ha vékonyabb, 8–10 szálat –, löhajol, és a gyékényvágó kaszával elhúzza a szálakat. […] tövével a szödés irányába a vízre fekteti. A következő vágást erre rakja, amíg egy hónalra v. tutajra való össze nem gyűlik. […] Ha jó a gyékény, akkor tíz tutaj után rágyújtanak, ha rosszabb, több a munka vele, akkor már öt tutajnál pihenőt tartanak.”

## Előkészületek
Míg a gyékényszödés alapvetően férfimunka, a szűvést többségében asszonyok végzik.

## Szövés
Általában a legrosszabb ruhában és festőkötőt kötve ülnek neki a szövésnek.
„…Az első szál beszövését mindig balról kezdi. A szövő a gyékény töve felé eső végét fogja a hüvelyk és a nagyujja között. A fintor alatt elhúzza, a következő szálnak pedig föléhúzza úgy, hogy közben a hüvelyk- és nagyujjával elengedi és mutatóujjával irányítja. Így az az egyik ijannak fölötte, a másiknak alatta húzza el a möghasított gyékényszálat. Mikor középre ér, átveszi a jobb kezébe és úgy húzza tovább. A fintorhoz, vagyis a legszélső ijanhoz érve a gyékényszálat e fölött visszahajtja, hozzáfogja a mellette levő ijant és a fintor alatt kidugja. […] A következő gyékényszál behúzását a szövő jobbról kezdi. Így fölváltva hol jobbról, hol balról szövi be a gyékényszálakat. Tíz-tizenöt szál leszövése után a gyékényszálakat a bordával erőteljesen az átalfához üti: dömböli. […] Ha az ijan letágul, a hátsó átalfánál egy botot dugnak alá, hogy feszesen álljon. Előfordul, hogy az ijan szöés közben elszakad — ha kócsalábas vagy kacimbás. Ha közvetlenül a szövés mellett szakad el, alákötik és beleszövik. Így a csomó felülről nem látszik. […] Ha a szövő már nem fér a gyékényben, akkor kihág: ezután az átalfán kívülről szövi a gyékényt. […] A hátsó átalfához érve megméri az elkészült gyékény hosszúságát. Az előírt méretnél 3–4 cm-rel mindig hosszabbat szőnek, mert amikor levágják, a gyékény kicsit összeugrik. Ezzel kész a szövés.”
Régebbi készítmény volt az ún. sejömszatyor. Sűrű bordában szőtték (70 cm széles bordán 44 lyuk volt), s az ijanját igen erősre és vékonyra sodorták. Szövéshez a gyékény legjavát használták: főleg bélgyékényt és bélfölhéjját. Díszítésül színes szalagokat fontak a szatyorba. Nagy mennyiségben régebben sem készült, inkább csak magán megrendelésre szűtték. Fiatalabb asszonyok már a nevét sem ismerik.
Szakkifejezések felsorolása: átalfa (hosszú, hengeres akácrudak: lényegében keret), mögparáholja (meghinteni vízzel), fintor (legszélső ijan), ijan (gyékénykötél sodrása), dömbölés (bordával megüti), lecsömbőz, lepíhöz (a kiálló részeket levagdalni).

## Készítmények

### Szövöttgyékények[12]
- Keskönygyékény vagy háztartási gyékény: 60-100 cm szélességben,
- Haszura: 120 cm széles, 300 cm hosszú, melegágyi takaró volt,
- Tizenháromas: 160 cm széles, 200-210 cm hosszú,
- Bulgárgyékény: 160 cm széles, 220 cm hosszú, délvidéki bolgárkertészek melegágyi takarónak használták,
- Négyrőfös: 160 cm széles, 300 cm hosszú,
- Ötrőfös: 160 cm széles, 350 cm hosszú,
- Bolondos: 200 cm széles, 300 cm hosszú.

### Szatyorfajták[13]
- Dejákszatyor: 30-35 cm hosszú, iskolásoknak készült,
- Kismónár: három szatyor egymásba helyezve, hosszuk: 35-40-45 cm,
- Nagymónár: mint a „kismónár”, de 45-50-55 cm hosszúságban készítették,
- Mónár egyes: mint a „nagymónár” legnagyobb darabja, másképp „piacos szatyor”,
- Szalámiszatyor: csak megrendelésre készült a szegedi szalámigyárnak, 40 cm széles, 60 cm hosszú,
- Rőfösszatyor: hossza egy rőf (78 cm),
- Pozsonyiszatyor: három szatyor egyenlő egy csomó, 65-70-75 cm szélességben készült,
- Hentösszatyor: 80-100-120 cm hosszú, gyékényből szőtt béléssel ellátott szatyor,
- Sejömszatyor: megrendelés alapján a kívánt méretre szőtt szatyor, esetleg színes szalaggal szőve.

### Egyéb készítmények[14]
- Gyékényszék: hengeres (hordó) formájú ülő alkalmatosság,
- Gyékénykanalas: pitvar falára akasztott kisebb (~30x40 cm) szövöttgyékény, melyre füleket szőttek,
- Gyékénykaptár: gyékényből font méhkaptár, kívülről sárral tapasztva (néhány darab látható a szegedi Móra Ferenc Múzeumban),
- Gyékénypemzli: olajos kenyér kenésére, a puha és hajlékony javából készült pamacs,
- Gyékénypapucs: talpa körkörös fonással (madzaggal varrva), vajasgyékényből és kaptafa segítségével készített lábbeli,
- Gyékénycsizma: a papucshoz hasonló, de a szára elöl nyitott. A második világháborúban sokat szállítottak a katonaság részére,
- Lábtörlő: gyékénykötélből rámán készített, elsőként hosszában, majd keresztben feszített háztartási eszköz (a két világháború közt terjedt el).

## Kereskedelem
1846-tól azonban Szeged városa megkezdte a Tápairét kisajátítását, majd a folyószabályozással lecsapolták a határbéli nád- és gyékénytermő réteket.
1873-ban már említik Szél Antalt gyékénykereskedőként, aki módos parasztpolgár, valamint hosszabb ideig Tápé bírája is volt.
Az 1879-es nagy árvízkor – amikor a Tisza elöntötte Tápét is – sokan nekifogtak a szövésnek a töltésen: „Élni köllött akkó is valamibül”.
Az 1880-as években már kofák árusították a gyékényből szőtt használati tárgyakat. A tápai gyékénykufák mindig parasztasszonyok voltak. Tápén az első világháború óta négy nagykofa volt: Ilia Károlyné Kozma Teca, Lele Mihályné Fodor (Cinó) Etel, Makai Pálné Tintok Vittus és Ördög Pálné.

## Érdekességek
- A gyékényszatyrok szövése Tápéról került a Győr-Moson-Sopron vármegyei Bősárkányra:[18] 1878-ban az onnan származó tanító a szegedi ipari kiállításon járt és „elleste” a szövés technikáját a tápéi lányoktól, és hazatérve megtanította néhány diákjának, majd innen az egész falu elsajátította azt.
- A szeged-tápéi Heller Ödön Művelődési Házban[19] – csoportos érdeklődés esetén - bemutatókat is tartanak, valamint komolyabb érdeklődés esetén tanfolyam is szervezhető.